# Palatul Arhiepiscopiei Râmnicului
Palatul Arhiepiscopiei Râmnicului este un ansamblu de monumente istorice aflat pe teritoriul municipiului Râmnicu Vâlcea. În Repertoriul Arheologic Național, monumentul apare cu codul 167482.15.

Ansamblul este format din următoarele monumente:
- Catedrala „Sf. Nicolae” (cod LMI VL-II-m-A-09614.01)
- Palatul episcopal (cod LMI VL-II-m-A-09614.02)
- Paraclisul „Sf. Grigore Teologul” (cod LMI VL-II-m-A-09614.03)
- Biserica-bolniță „Adormirea Maicii Domnului” (cod LMI VL-II-m-A-09614.04)
- Clădiri anexe (cod LMI VL-II-m-A-09614.05)
- Pivnițele șiclădirile fostei tipografii - ruine (cod LMI VL-II-m-A-09614.06)
- Turn-clopotniță (cod LMI VL-II-m-A-09614.07)